# Jaroslav Kekely
Jaroslav Kekely (* 26. prosince 1957, Kysucký Lieskovec) je bývalý československý fotbalista, útočník.

## Fotbalová kariéra
V československé lize hrál za ZVL Žilina. V československé lize nastoupil ve 30 utkáních. Dále hrál i za TŽ Třinec.

## Ligová bilance
| Ročník                                   | Zápasy | Góly | Klub       |
| ---------------------------------------- | ------ | ---- | ---------- |
| Česká národní fotbalová liga 1982/83     | 28     | 0    | TŽ Třinec  |
| 1. československá fotbalová liga 1983/84 | 15     | 0    | ZVL Žilina |
| 1. československá fotbalová liga 1984/85 | 15     | 0    | ZVL Žilina |
| CELKEM 1. liga                           | 30     | 0    |            |